# Martin Kryštof
Martin Kryštof (* 11. Oktober 1982 in Mostiště, Tschechoslowakei) ist ein tschechischer Volleyballspieler.

## Karriere
Kryštof begann 1990 seine Volleyball-Karriere. In der Heimat spielte er Vavex Příbram und VK Dukla Liberec. Er gewann 2006 und 2008 den nationalen Pokal und wurde 2004 und 2007 zweimal Vizemeister. 2008 wechselte der Libero in die deutsche Bundesliga zu den Berlin Recycling Volleys. 2010 nahm er mit der tschechischen Nationalmannschaft an der Weltmeisterschaft in Italien teil. Die Tschechen schafften es in die dritte Gruppenphase, in der sie nach einer knappen Niederlage gegen Brasilien an der deutschen Mannschaft scheiterten und anschließend auch das Spiel um den neunten Platz verloren. 2011 erreichte Kryštof mit den Berlin Recycling Volleys das Playoff-Finale und wurde 2012, 2013 sowie 2014 Deutscher Meister. Zur Saison 2015/16 wechselt Kryštof nach Tschechien zu Jihostroj České Budějovice.